# Michael Eifert
Michael Eifert (* 30. Dezember 1997 in Bautzen) ist ein deutscher Profiboxer im Halbschwergewicht. Er wurde vom Ring Magazine auf Rang 8 der Weltrangliste geführt (Stand: Februar 2024).

## Amateurkarriere
Michael Eifert trainierte unter anderem im BC Kaufbeuren und gewann 2015 eine Bronzemedaille im Mittelgewicht bei der Deutschen Jugendmeisterschaft in Hamburg. Bei den Erwachsenen wurde er 2016 und 2017 Bayrischer Meister im Halbschwergewicht und gewann in dieser Gewichtsklasse 2016 Silber bei der Deutschen Meisterschaft der U21 in Moers, sowie die Goldmedaille beim selben Event 2017 in Moers.
Bei der Deutschen Meisterschaft der Elite-Klasse 2017 in Lübeck schied er im Viertelfinale gegen den späteren Olympiateilnehmer Ammar Abduljabbar aus. Darüber hinaus boxte Eifert in den Saisons 2016/17 und 2017/18 für den BC Straubing in der 1. Bundesliga.
Im Mai 2018 gab er das Ende seiner Amateurkarriere und den Wechsel in das Profilager bekannt.

## Profikarriere
Eifert gewann sein Profidebüt am 2. Juni 2018 und wurde im Oktober desselben Jahres vom Magdeburger Boxstall SES unter Vertrag genommen. Sein Manager ist Benedikt Poelchau, trainiert wird er von Robert Stieglitz und Ali Celik, letzterer betreute ihn bereits bei den Amateuren.
Nach sechs Siegen in Folge verlor er im August 2020 beim Kampf um den vakanten IBF-Jugendtitel im Halbschwergewicht durch Mehrheitsentscheidung gegen Tom Dzemski, gewann jedoch am 5. Juni 2021 mit einem einstimmigen Sieg gegen Dustin Ammann den vakanten Jugendtitel der WBO.
Am 17. Juli 2021 gewann er den live im MDR Fernsehen übertragenen Rückkampf gegen den bis dahin noch unbesiegten Tom Dzemski durch Mehrheitsentscheidung nach Punkten, übernahm dadurch den IBF-Jugendtitel seines Kontrahenten und erhielt zusätzlich den vakanten WBC-Jugendtitel im Halbschwergewicht.
Am 18. Dezember 2021 siegte er durch K. o. in der dritten Runde gegen den ebenfalls ungeschlagenen Niels Schmidt und wurde dadurch Deutscher Meister des BDB im Halbschwergewicht. Ein weiterer Erfolg gelang ihm am 16. Juli 2022 mit dem Gewinn des Interkontinentalen Meistertitels der IBF im Halbschwergewicht, nachdem er den Italiener Adriano Sperandio einstimmig nach Punkten besiegt hatte.
Sein bis dahin bedeutendster Sieg gelang ihm am 16. März 2023 im kanadischen Laval (Québec), als er in einem IBF-Ausscheidungskampf den vom Verband auf Platz 3 der Herausforderer geführten Jean Pascal (ehemaliger WBC- und WBA-Weltmeister) einstimmig nach Punkten besiegen konnte. Eifert selbst war vor dem Kampf auf Platz 5 des Verbandes geführt worden.

## Auszeichnungen
- 2022: Kemptens Sportler des Jahres[22]